# Aleutihenricia derjungini
Aleutihenricia derjungini is een zeester uit de familie Echinasteridae. De wetenschappelijke naam van de soort werd, als Henricia derjugini, in 1950 gepubliceerd door Alexander Michailovitsch Djakonov.